# Assango
Assango – miasto w Angoli, w prowincji Kwanza Południowa.